# Palaeomacrosemius
Palaeomacrosemius is een geslacht van uitgestorven straalvinnige beenvissen, behorend tot de macrosemiiden. Het leefde in het Laat-Jura (Kimmeridgien - Titonien, ongeveer 155 - 152 miljoen jaar geleden) en zijn fossiele overblijfselen zijn gevonden in Europa.

## Beschrijving
Palaeomacrosemius had een slank lichaam van ongeveer tien centimeter lang, met een langwerpige kop die eindigt in een dunne en licht naar beneden gebogen snuit. Het leek erg op een beter bekend geslacht, Macrosemius, waarvan het in enkele anatomische details verschilde: Palaeomacrosemius had rijen schubben die zich niet dorsaal verdeelden bij de zijlijn (wat in plaats daarvan gebeurde bij Macrosemius) en onder zijn lange rugvin (met 32-33 stralen) was er een klein schubbenvrij gebied (kleiner dan dat bij Macrosemius). Er waren ook kleine haakachtige stekels aan de posterolaterale rand van de hoofdstralen van de rugvin; deze kleine structuren hebben mogelijk een functie gehad tijdens het voortplantingsgedrag.

## Classificatie
Palaeomacrosemius thiollieri werd voor het eerst beschreven in 2016, op basis van fossiele resten gevonden in de omgeving van Solnhofen (Duitsland) en Cerin (Frankrijk), die dateren uit het einde van het Kimmeridgien en het begin van het Tithonien. Palaeomacrosemius was een lid van de macrosemiïden, een groep semi-ionotiforme vissen die wordt gekenmerkt door enkele schedelkenmerken en een naar beneden gerichte snuit. Met name Palaeomacrosemius lijkt dicht bij de oorsprong van het geslacht Macrosemius.